# Cratere Lowa
Lowa è un cratere sulla superficie di Rea.